# Алкин, Ильяс Саидгиреевич
Илья́с Саидгире́евич А́лкин, варианты Илиас Саид-Гиреевич (Саид Гиреевич), тат. Ильяс Сәетгәрәй улы Алкин  (11 декабря (28 ноября) 1895, д. Алкино Мамадышского уезда Казанской губернии — 27 октября 1937, Москва) — географ, специалист по картам Средней Азии, член Всероссийского учредительного собрания.

## Биография
Из дворянской семьи, по национальности татарин. Отец депутат Государственной думы I созыва от Казанской губернии Сеид-Гирей Алкин.
Выпускник Казанского реального училища. Некоторое время его репетитором был Вячеслав Скрябин (Молотов). 
Поступил на экономический факультет Московского университета. В 1914 году перешёл в Петербургский политехнический институт. 
С 1915 в действующей армии, получил звание прапорщика. С 1915 года находился под надзором полиции. Вступил в РСДРП (меньшевик), затем вступил в партию социалистов-революционеров.
- В 1917 году, после Февральской революции, председатель Временного Всероссийского мусульманского военного совета (Харби Шуро)[2].
- В тот же период председатель Всероссийского мусульманского совета (Милли Шуро)[2].
- Первые месяцы советской власти выступал за автономию мусульман внутренней России и Сибири. Председатель Коллегии по осуществлению Урало-Волжского штата[2], по другим сообщениям его Председатель и руководитель «Забулачной республики»[3].  Возглавил сформированное тогда же Ведомство финансов (ноябрь 1917 — январь 1918)[2].
- В 1917 году избран в Всероссийское учредительное собрание в Казанском избирательном округе по списку № 10 (мусульманский социалистический список)[3].
- В январе—феврале 1918 г. участник 2-го Всероссийского мусульманского военного съезда в Казани, выступившего с антибольшевистских позиций. В ночь на 28 февраля 1918 вместе с  другими мусульманскими активистами  арестован большевиками по обвинению в подготовке вооружённого восстания в Казани. Освобожден по требованию съезда[2].
- В сентябре 1918 года член бюро и товарищ председателя Съезда членов Учредительного собрания в Уфе[2].
- 20 ноября 1918 года арестован колчаковцами в Екатеринбурге — бежал[2], по другим сведениям — освобождён по требованию чехов[3].
- В начале 1919 года работал начальником штаба Башкирского корпуса.
- В феврале 1919 года после перехода Башкирского правительства на сторону советской власти — член РКП(б) (но в сентябре 1937 уже беспартийный[1]), член Башкирского ревкома, военный комиссар, 1919—1920 годах  председатель Совета Народного хозяйства Башкирской  республики[2].
- В мае 1920 снова арестован по приказу председателя БашЧК П. В. Гузакова как один из бывших руководителей Башкирской республики; вывезен в Москву, помещён в Бутырскую тюрьму, где провёл около 5 месяцев, в том числе и в одиночной камере. Освобождён в конце декабря 1920 года. Всего за годы гражданской войны был арестован 8 раз, четыре раза белыми и четыре — красными[2].

После выхода из Бутырской тюрьмы встретился со Сталиным, после чего смог устроиться на работу в Коммунистический университет трудящихся Востока (КУТВ) заведующим кабинетом экономики и географии зарубежного Востока. В то же самое время (около 1925) учился в Институте Народного хозяйства им. Г. В. Плеханова. С 1922 года профессор кафедры Советского Востока КУТВ, научный  сотрудник Научно-исследовательского института при КУТВ, член эконом-географической группы при Коммунистической Академии. Один из активных авторов журнала «Революционный Восток».
Арестован 31 октября 1930 г., приговорён 22 ноября 1930 г. по обвинению по статье 58-11 (контр-революционная организация), но по постановлению Коллегии ОГПУ из-под стражи освобождён, и дело прекращено.
В 1932 подвергся разгромной критике помощником заведующего отделом печати ЦК ВКП(б) А. Мухутдиновой на страницах журнала «Революция и национальности» (№ 12). В её статье «Контрабанда буржуазной идеологии под флагом экономгеографии» критиковалась монография Алкина «Средняя Азия» (1931). Однако никаких организационных последствий критика не имела. Алкин продолжал работать старшим научным сотрудником и зав. отделом Средней Азии Научно-исследовательского института Большого советского атласа мира.
В 1937 году корректор карт Средней Азии НИИ Большого советского Атласа мира. Арестован 22 сентября 1937 года. 21 октября 1937 намечен к репрессированию по первой категории (расстрел) (по представлению начальника 8-го отдела ГУГБ НКВД В. Е. Цесарского в списке № 2, «Москва-центр» на 53 человека; подписи: "за" — Сталин, Молотов, Каганович, Ворошилов, Микоян). Осуждён 27 октября 1937 г. по обвинению по статьям 58-6, 59-8, 58-11 (шпионаж, террористическая деятельность и участие в контр-революционной террористической организации). Расстрелян в тот же день, 27 октября 1937 г. Прах похоронен в Москве на Донском кладбище.
Реабилитирован 31 декабря 1955 г. Военной коллегией Верховного суда СССР.

## Сочинения
- Средняя Азия: Экономико-географический очерк Кара-Калпакстана, Киргизстана, Таджикистана и Узбекистана. Ч. 1. М., 1931;
- О некоторых особенностях колхозного строительства в Сарай-Камарском районе Таджикской ССР // Революционный Восток. 1931. № 11/12. С. 258-281;
- Ко второй пятилетке Среднеазиатских республик // Революционный Восток. 1932. № 1/2. С. 220-236;
- Против национал-шовинистической контрабанды в татарской литературе // Революционный Восток. С. 386-396;
- Статистико-экономическая халтура // Революционный Восток. 1933. № 2. С. 216-219;
- Колхозное строительство в Таджикской ССР // Революционный Восток. 1934. № 1. С. 161-177;
- Средняя Азия в Малой Советской энциклопедии // Революционный Восток. С. 211-215;
- Национально-государственное размежевание Средней Азии и VII съезд Советов СССР // Революционный Восток. № 6. С. 114-136;
- Узбекская Социалистическая Советская Республика // Революционный Восток. 1935. № 1. С. 114-135;
- Картографическая халтура // Революционный Восток. № 2. С. 204-205;
- Таджикская Социалистическая Советская Республика // Революционный Восток. № 3. С. 129-149.

## Адреса
- 1937 — Москва, 1-й Обыденский пер., д. 12, кв. 2[1].